# Regierung Dupong-Krier
Die Regierung Dupong-Krier war vom 5. November 1937 bis 10. Mai 1940 die Regierung im Großherzogtum Luxemburg, die von Staatsminister Pierre Dupong gebildet wurde.
Nach der Niederlage in der Volksabstimmung über das Maulkorbgesetz hatte Joseph Bech den Rücktritt seiner Regierung bei Großherzogin Charlotte eingereicht. Diesen nahm sie erst mit etwas Verzögerung an. In der sich zuspitzenden internationalen Lage gewann die Idee einer Koalition der drei großen Parteien (Rechtspartei, Liberale und Sozialisten) immer mehr Unterstützer. Allerdings weigerten sich die Sozialisten, in eine Regierung einzutreten, der Bech angehören würde und die Katholisch-Konservativen verweigerten sich dem favorisierten Ministerkandidaten der Arbeiterpartei, René Blum, da dieser sich in der Kampagne gegen das Maulkorbgesetz besonders hervorgetan hatte. 5 Monate vergingen, bevor Pierre Dupong schließlich die Bildung einer Regierung aus den drei Parteien gelang. In dieser Regierung, die durch ihre Zusammensetzung fast als Regierung der nationalen Einheit bezeichnet werden kann, blieb Bech Regierungsmitglied als Außenminister. Dupong übernahm die Führung der Regierung. Die Sozialisten waren mit zwei Ministern in der Regierung vertreten: Pierre Krier, einem Gewerkschafter, und dem schon genannten René Blum, einem Rechtsanwalt. Die Liberalen wurden im Kabinett von Étienne Schmit vertreten. Nach Schmits Tod am 19. Dezember 1937 fand sich kein Nachfolger seiner Partei, der von den anderen Partnern akzeptiert wurde, sodass die Liberalen am 11. Juli 1939 offiziell aus der Regierungskoalition austraten. Nach seinem Ausscheiden aus persönlichen Gründen ersetzte die Arbeiterpartei René Blum im April 1940 durch Victor Bodson, nur wenige Wochen vor dem deutschen Einmarsch und der Flucht der Regierung ins Exil.
Durch die Remilitarisierung des Rheinlandes durch Nazi-Deutschland im Jahr 1936 schrumpfte der Sicherheitspuffer zwischen Deutschland und Frankreich auf das kleine Luxemburg zusammen, was die Besetzung des Landes durch ausländische Truppen im Kriegsfall zwischen Deutschland und Frankreich wieder wahrscheinlich machte. Deutschlands anderer westlicher Nachbar, Belgien, reagierte mit einem Rückzug aus dem Militärabkommen mit Frankreich und mit einer „Politik der freien Hand“. Auch die luxemburgische Regierung suchte ihr Heil in einer Politik der Neutralität. Um die internationale Position Luxemburgs zu festigen, versuchte Außenminister Joseph Bech die Garantiemächte des Zweiten Londoner Vertrages von 1867 zu einer feierlichen und gemeinsamen Erklärung zu bewegen, in der die immerwährende Neutralität Luxemburgs bekräftigt würde. Allerdings ließen sich Belgien und Großbritannien nicht darauf ein. Als Alternative zu einer multilateralen Erklärung versuchte Bech nun gleichzeitige Zusagen von Frankreich und Deutschland zu bekommen. Während Deutschland diese ohne Skrupel gab, zögerten die Franzosen alle gewünschten Zusagen zu machen. Der französische Generalstab forderte nämlich ein Durchzugsrecht für französische Truppen durch das Großherzogtum im Falle einer deutschen Aggression. So kam es, dass die luxemburgische Regierung im Frühjahr 1939, als die Kriegsgefahr immer greifbarer wurde, ohne formelle Garantien dastand, sodass es immer wahrscheinlicher wurde, dass eine schnelle Besetzung das Landes keinerlei internationale Reaktionen nach sich ziehen würde.
Angesichts der gefährlichen internationalen Lage stimmte die Kammer einer Machtausweitung der Regierung zu, in eigener Vollmacht Verordnungen zu erlassen, um es ihr zu ermöglichen, die erforderlichen Maßnahmen zur Sicherung der Interessen des Landes zu treffen. Auf Grund dieser Gesetze vom 28. September 1938 und 29. August 1939 ergriffen die Regierungsbehörden eine Reihe von Schutzmaßnahmen: neue Erklärung der Neutralität, Verbot der Hilfeleistung für kriegführende Parteien, Stärkung der Grenzüberwachung, Jagdverbot in Grenzgebieten, Maßnahmen zur Einsparung von Kraftstoff und Strom, Lagerung von Lebensmitteln und Benzin, Überwachung von Radio- und Pressesendungen usw. In diesem Zusammenhang wurde das Gedenken an die Hundertjahrfeier der Unabhängigkeit, an dem sich die ganze luxemburgische Gesellschaft beteiligte, zu einer starken symbolischen Reaktion auf die deutsche Bedrohung. Die Regierung nutzte die Gedenkfeiertage geschickt, um der europäischen Öffentlichkeit den Wunsch des Landes nach Unabhängigkeit zu demonstrieren. Außerdem gelang es über das Gedenken die durch das Referendum über das Maulkorbgesetz von 1937 gespaltene Bevölkerung zu versöhnen und das luxemburgische Nationalgefühl im Angesicht der äußeren Gefahr zu stärken.
Während der deutschen Invasion und Besetzung des Landes im Rahmen des Westfeldzugs am 10. Mai 1940 wählten die Großherzogin und ihre Regierung den Weg ins Exil. Dies hatte die Regierung schon vorher, nach dem Ausbruch des Zweiten Weltkriegs am 1. September 1939 und dem darauf folgenden Sitzkrieg, der die Verletzung der luxemburgischen Neutralität immer wahrscheinlicher werden ließ, für den Fall des Angriffs und der vollständigen Besetzung des Landes durch Hitlers Armeen beschlossen.
Der Regierung Dupong-Krier gehörten folgende Kabinettsmitglieder an:

## Erste Regierung Dupong-Krier (5. November 1937 bis 7. Februar 1938)
| Amt                                                                                        | Name           | Beginn der Amtszeit | Ende der Amtszeit | Partei | Partei |
| ------------------------------------------------------------------------------------------ | -------------- | ------------------- | ----------------- | ------ | ------ |
| Staatsminister, Präsident der Regierung, Zentrale Verwaltung, Armee, Finanzen, Sozialhilfe | Pierre Dupong  | 5. November 1937    | 7. Februar 1938   |        | RP     |
| Auswärtige Angelegenheiten, Weinbau, Kunst und Wissenschaft                                | Joseph Bech    | 5. November 1937    | 7. Februar 1938   |        | RP     |
| Inneres, Handel, Industrie und Gewerbe, Transport und Elektrizität                         | Étienne Schmit | 5. November 1937    | 19. Dezember 1937 |        | RLP    |
| Justiz, Bauen und Gesundheitsdienst                                                        | René Blum      | 5. November 1937    | 7. Februar 1938   |        | AP     |
| Soziale Sicherheit und Arbeit, Bergbau                                                     | Pierre Krier   | 5. November 1937    | 7. Februar 1938   |        | AP     |
| öffentlicher Unterricht, Landwirtschaft und Kultus                                         | Nicolas Margue | 5. November 1937    | 7. Februar 1938   |        | RP     |

## Zweite Regierung Dupong-Krier (7. Februar 1938 bis 6. April 1940)
| Amt                                                                                              | Name           | Beginn der Amtszeit | Ende der Amtszeit | Partei | Partei |
| ------------------------------------------------------------------------------------------------ | -------------- | ------------------- | ----------------- | ------ | ------ |
| Staatsminister, Präsident der Regierung, Zentrale Verwaltung, Armee, Finanzen, Sozialhilfe       | Pierre Dupong  | 7. Februar 1938     | 6. April 1940     |        | RP     |
| Auswärtige Angelegenheiten, Weinbau, Kunst und Wissenschaft, interimistisch Inneres              | Joseph Bech    | 7. Februar 1938     | 6. April 1940     |        | RP     |
| Justiz, Bauen und Gesundheitsdienst, interimistisch Transport und Elektrizität                   | René Blum      | 7. Februar 1938     | 6. April 1940     |        | AP     |
| Soziale Sicherheit und Arbeit, Bergbau                                                           | Pierre Krier   | 7. Februar 1938     | 6. April 1940     |        | AP     |
| öffentlicher Unterricht, Landwirtschaft und Kultus, interimistisch Handel, Industrie und Gewerbe | Nicolas Margue | 7. Februar 1938     | 6. April 1940     |        | RP     |

## Dritte Regierung Dupong-Krier (6. April bis 10. Mai 1940)
| Amt                                                                                              | Name           | Beginn der Amtszeit | Ende der Amtszeit | Partei | Partei |
| ------------------------------------------------------------------------------------------------ | -------------- | ------------------- | ----------------- | ------ | ------ |
| Staatsminister, Präsident der Regierung, Zentrale Verwaltung, Armee, Finanzen, Sozialhilfe       | Pierre Dupong  | 6. April 1940       | 10. Mai 1940      |        | RP     |
| Auswärtige Angelegenheiten, Weinbau, Kunst und Wissenschaft, interimistisch Inneres              | Joseph Bech    | 6. April 1940       | 10. Mai 1940      |        | RP     |
| Justiz, öffentliche Arbeiten, Transport und Elektrizität                                         | Victor Bodson  | 6. April 1940       | 10. Mai 1940      |        | AP     |
| Soziale Sicherheit und Arbeit, Bergbau                                                           | Pierre Krier   | 6. April 1940       | 10. Mai 1940      |        | AP     |
| öffentlicher Unterricht, Landwirtschaft und Kultus, interimistisch Handel, Industrie und Gewerbe | Nicolas Margue | 6. April 1940       | 10. Mai 1940      |        | RP     |